# Иванов, Никита Юрьевич
Ники́та Ю́рьевич Ивано́в (18 апреля 1986, Мичуринск, РСФСР, СССР) — российский боксёр-любитель, полутяжёлой весовой категории, выступал за сборную России с 2008 года. Мастер спорта России международного класса, обладатель золотой и серебряной медалей чемпионата Европы, чемпион России в любителях.
На соревнованиях представляет Московскую и Тамбовскую области, член физкультурно-спортивного общества «Динамо».

## Биография
Никита Иванов родился 18 апреля 1986 года в Мичуринске, Тамбовская область.
Окончил Московский государственный горный университет (сегодня — Горный институт НИТУ «МИСиС»).

## Любительская карьера
Активно заниматься боксом начал в возрасте десяти лет у тренера Эдуарда Иванько, позже переехал в Одинцово, где продолжил подготовку в спортивном обществе «Динамо» у заслуженных тренеров Гаракяна А. И., Хусяйнова З. М. и Смирнова С. Ю. Первого серьёзного успеха на ринге добился в 2006 году, когда выиграл Спартакиаду молодёжи Центрального федерального округа России. Год спустя стал чемпионом ЦФО и дебютировал на взрослом первенстве страны — занял девятое место, проиграв в во втором матче Егору Мехонцеву. В 2008 году вновь был лучшим в полутяжёлом весе на чемпионате ЦФО, одержал победу на всероссийских соревнованиях «Олимпийские надежды», тогда как на чемпионате России сумел дойти до стадии четвертьфиналов.
В 2009 году Иванов завоевал золотую медаль национального первенства и рассматривался тренерами как кандидат на участие в состязаниях чемпионата мира в Милане, однако на отборочных соревнованиях в Чехове уступил своему главному конкуренту по сборной Артуру Бетербиеву. Два последующих года был на чемпионате России вторым, оба раза проигрывая Мехонцеву, тем не менее, на многочисленных международных турнирах проявил себя весьма удачно и в 2011 году удостоился чести представлять страну на чемпионате Европы в Анкаре. В полутяжёлой весовой категории сумел дойти до финала, но в решающем матче со счётом 12:20 потерпел поражение от ирландца Джо Уорда — за выигранную серебряную медаль европейского первенства получил звание мастера спорта международного класса. На чемпионате России 2012 года вновь занял второе место, на сей раз стать чемпионом ему помешал молодой перспективный боец Дмитрий Бивол. Прошёл отбор на чемпионат Европы 2013 года в Минске, после чего выиграл золотую медаль европейского первенства в категории до 81 кг.

## Скандалы
2 ноября 2020 года при возвращении из Ульяновска с чемпионата России по боксу среди женщин в поезде у находившихся в состоянии алкогольного опьянения Иванова и его партнёра по национальной сборной Бассира Мирсиябова возник конфликт. В результате завязавшейся драки последний был госпитализирован в тяжёлом состоянии и введён в искусственную кому.
5 ноября 2023 года Иванов подошёл к посетителям одного из московских ресторанов и попросил у них закурить, однако вёл себя вызывающе, из-за чего завязался конфликт. Охранники заведения попытались разнять дерущихся, но Иванов достал травматический пистолет и сделал несколько выстрелов, в результате чего пострадали четыре человека, из которых трое — сотрудники ресторана.